# 三枝九叶草
三枝九叶草（学名：Epimedium sagittatum）是小檗科淫羊藿属的植物，俗稱淫羊藿。分布在日本以及中国大陆的江西、陕西、湖南、四川、浙江、广西、安徽、湖北、福建、甘肃、广东等地，生长于海拔200米至1,750米的地区，一般生于山坡草丛中、水沟边、林下、灌丛中及岩边石缝中。

## 特徵
多年生草本，高30～40厘米。根莖長，橫走，質硬，鬚根多數。葉為2回出複葉，小葉9片，有長柄，小葉片薄革質，卵形至長卵圓形，長4.5～9厘米，寬3.5～7.5厘米，先端尖，邊緣有細鋸齒，鋸齒先端成刺狀毛，基部深心形，側生小葉基部斜形，上面幼時有疏毛，開花後毛漸脫落，下面有長柔毛。花4～6朵成總狀花序，花序軸無毛或偶有毛，花梗長約1厘米；基部有苞片，卵狀披針形，膜質；花大，直徑約2厘米，黃白色或乳白色；花萼8片，卵狀披針形，2輪，外面4片小，不同形，內面4片較大，同形；花瓣4，近圓形，具長距；雄蕊4；雌蕊1，花柱長。蓇葖果紡錘形，成熟時2裂。花期4～5月。果期5～6月。生長於多蔭蔽的樹林及灌叢中。

## 同屬類似植物
心葉淫羊藿：
多年生草本，高30～40厘米。形與上種相似，但小葉片卵圓形或近圓形，長2.5～5厘米，寬2～4厘米，先端寬闊銳尖，邊緣具鋸齒，基部深心形，側生小葉不對稱，外側有小尖頭。花成聚傘狀圓錐花序，花梗有腺毛；花通常白色。花期6～7月。果期8月。
生於陰濕的山溝中。分布山西、陝西、甘肅、青海、廣西、湖南、安徽等地。　　
箭葉淫羊藿：
多年生草本，高30～50厘米。根莖匍行呈結節狀。根出葉1～3枚，3出複葉，小葉卵圓形至卵狀披針形，長4～9厘米，寬2.5～5厘米，先端尖或漸尖，邊緣有細刺毛，基部心形，側生小葉基部不對稱，外側裂片形斜而較大，三角形，內側裂片較小而近於圓形；莖生葉常對生於頂端，形與根出葉相似，基部呈歪箭狀心形，外側裂片特大而先端漸尖。花多數，聚成總狀或下部分枝而成圓錐花序，花小，直徑僅6～8毫米，花瓣有短距或近於無距。花期2～3月。果期4～5月。
生於山坡竹林下或路旁岩石縫中。分布浙江、安徽、江西、湖北、四川、台灣、福建、廣東、廣西等地。　　
柔毛淫羊藿：
葉下表面及葉柄密被絨毛狀柔毛。　　
巫山淫羊藿：
小葉片披針形至狹披針形，長9～23cm,寬1.8～4.5cm；先端漸尖或長漸尖，邊緣具刺齒，側生小葉基部的裂片偏斜，內邊裂片小，圓形，外邊裂片大，三角形，漸尖。下表面被綿毛或禿淨。　　
朝鮮淫羊藿：
小葉較大，長4～10cm,寬3.5～7cm，先端長尖。葉片較薄。　　
雲南淫羊藿：
其原植物為尖葉淫羊藿，葉為3小葉或單葉，小葉片狹長，葉背有柔毛。總狀花序具10～15朵花，小花梗長而無毛，距較內部的花萼長一倍。

## 名字由來
據記載，南北朝時南梁著名醫學家陶弘景是個業精於勤、對中醫藥具有執著追求的人。一日採藥途中，他無意中聽到一位老羊倌對旁人說：有種生長在樹林灌木叢中的怪草，葉青，狀似杏葉，一根數莖，高達一、二尺。公羊啃吃以後，陰莖極易勃起，與母羊交配次數也明顯增多，而且陽具長時間堅挺不痿。誰知說者無心，聽者有意。陶弘景暗自思忖：這很可能就是一味還沒被發掘的補腎良藥。於是，他不恥下問，虛心向羊倌實地請教，又經過反覆驗證，果然證實這野草的強陽作用不同凡響。後將此藥載入藥典，並由此得名「淫羊藿」 。

## 中藥
淫羊藿，為小檗科多年生草本淫羊藿、心葉淫羊藿或箭葉淫羊藿的莖葉，主產於陝西、遼寧、山西、湖北、四川、廣西等地。中醫學認為淫羊藿性味辛甘、溫，有補腎壯陽、祛風除濕的功效。淫羊藿莖葉含有淫羊藿甙和揮髮油。經證實，淫羊藿有雄性激素樣的作用，其功效強於蛤蚧和海馬。臨床顯示，它通過促進精液分泌，使精囊充滿精液後，反過來又能刺激感覺神經，從而激發性慾而致陰莖勃起。同時，淫羊藿還可以抑制血管運動中樞，擴張周圍血管，使血壓下降，並能鎮咳、祛痰、平喘，對脊髓灰質炎病毒、白色葡萄球菌、金黃色葡萄球菌等也有顯著的抑制作用。淫羊藿在臨床上主要用於治療生殖、骨關節、呼吸系統疾病。淫羊藿配伍熟地、當歸、白朮、枸杞、杜仲、仙茅、巴戟天、山茱萸、蛇床子、韭菜子、肉蓯蓉、制附子、肉桂，稱為「贊育丹」，可治陽痿、早泄。淫羊藿配伍威靈仙、蒼耳子、川芎，可治關節疼痛。淫羊藿不拘多少，煎湯漱口，可治牙痛。取淫羊藿加矮地茶煎湯服用，可治慢性支氣管炎，其祛痰鎮咳作用比較明顯。取淫羊藿與黃芪、党參、附子、細辛、麻黃等煎煮同用，可治病態竇房結症候群和房室傳導阻滯。但需要提醒的是，有口乾、手足心發熱、潮熱、盜汗等症状，屬中醫學陰虛相火易動者，則不宜服用淫羊藿。
　　

## 变种
- Epimedium sagittatum (Sieb. et Zucc.) Maxim. var. glabratum Ying
- Epimedium sagittatum (Sieb. et Zucc.) Maxim. var. glabrum Maxim.
- Epimedium sagittatum (Sieb. et Zucc.) Maxim. var. pyramidale (Franch.) Stearn

## 外部連結
- 淫羊藿 （页面存档备份，存于） 藥用植物圖像數據庫 (香港浸會大學中醫藥學院) （中文）（英文）
- 柔毛淫羊藿 （页面存档备份，存于） 藥用植物圖像數據庫 (香港浸會大學中醫藥學院) （中文）（英文）
- 箭葉淫羊藿 （页面存档备份，存于） 藥用植物圖像數據庫 (香港浸會大學中醫藥學院) （中文）（英文）
- 巫山淫羊藿 （页面存档备份，存于） 藥用植物圖像數據庫 (香港浸會大學中醫藥學院) （中文）（英文）
- 淫羊藿 中藥材圖像數據庫  (香港浸會大學中醫藥學院) （中文）（英文）
- 淫羊藿 Yin Yang Huo（页面存档备份，存于） 中藥標本數據庫 (香港浸會大學中醫藥學院) （繁體中文）（英文）
- 淫羊藿定A Epimedin A（页面存档备份，存于） 中草藥化學圖像數據庫 (香港浸會大學中醫藥學院) （中文）（英文）
- 淫羊藿定B Epimedin B（页面存档备份，存于） 中草藥化學圖像數據庫 (香港浸會大學中醫藥學院) （中文）（英文）
- 淫羊藿定C Epimedin C（页面存档备份，存于） 中草藥化學圖像數據庫 (香港浸會大學中醫藥學院) （中文）（英文）

## 延伸阅读
[在维基数据编辑]
 《欽定古今圖書集成·博物彙編·草木典·淫羊藿部》，出自陈梦雷《古今圖書集成》